# WTA Tour Championships 2011
2011 WTA Tour Championships (officielt kendt som 2011 TEB-BNP Paribas WTA Championships) var sæsonens sidste turnering på WTA Tour 2011. Turneringen afholdtes fra 25. oktober til 30. oktober 2011 i Istanbul, Tyrkiet. Det var første gang, at Tyrkiet var vært for WTA Tour Championships. Årets turnering, der havde 8 single spillere og 4 double par, var den 41. udgave af singleturneringen og den 36. udgave af double turneringen.
Vinder i singlerækken blev Petra Kvitová mens vinderne i doublerækken blev Liezel Huber og Lisa Raymond.

## Kvalificerede spillere

### Single
Nedenstående tabel viser de 8 kvalificerede spillere i singlerækken i den rækkefølge de efterfølgende blev seedet. 
| Single spillere | Single spillere           | Single spillere         | Single spillere | Single spillere   | Single spillere        |
| Seedning        | Spiller                   | Point for kvalifikation | Point           | Antal turneringer | Dato for kvalifikation |
| --------------- | ------------------------- | ----------------------- | --------------- | ----------------- | ---------------------- |
| 1               | Caroline Wozniacki (DEN)  | 7.175                   | 7.395           | 21                | 5. september           |
| 2               | Maria Sharapova (RUS)     | 6.145                   | 6.370           | 14                | 5. september           |
| 3               | Petra Kvitová (CZE)       | 5.687                   | 5.970           | 18                | 1. oktober             |
| 4               | Victoria Azarenka (BLR)   | 5.451                   | 5.750           | 19                | 1. oktober             |
| 5               | Li Na (CHN)               | 5.347                   | 5.351           | 17                | 5. oktober             |
| 6               | Vera Zvonareva (RUS)      | 5.195                   | 5.190           | 20                | 9. oktober             |
| 7               | Samantha Stosur (AUS)     | 4.975                   | 5.115           | 20                | 9. oktober             |
| 8               | Agnieszka Radwańska (POL) | 4.940                   | 4.940           | 19                | 21. oktober            |

#### Gruppespil
Nedenstående er en kort gennemgang af de singlespillere der deltog i gruppespillet:
- Caroline Wozniacki
- Maria Sharapova
- Petra Kvitová
- Viktoria Azarenka
- Li Na
- Vera Zvonareva
- Samantha Stosur
- Agnieszka Radwańska

Caroline Wozniacki var kvalificeret til 2011 WTA Tour Championships som nummer 1 på verdensranglisten, hvilket var en gentagelse fra 2010. Wozniacki blev den mest vindende spiller i 2011 med turneringssejre i Dubai, Indian Wells, Charleston, Brussels, København og New Haven. Derudover var Wozniacki finaledeltager i Doha og Stuttgart. Endelig var Wozniacki i semifinalen både i Australian Open og i US Open. 

Maria Sharapova var kvalificeret til 2011 WTA Tour Championships som nummer 2 på verdensranglisten. På trods af flere skadesperioder, hvilket betød at Sharapova kun nåede at spille 15 turneringer, nåede hun 4 finaler i 2011. Sharapova havde 2 turneringssejre, som kom i Rom og Cincinnati, mens hun nåede finalen i Miami og ligeledes i Wimbledon. 

Petra Kvitová var kvalificeret til WTA Tour Championships for første gang. Kvalifikationen var bygget på en meget stærk første halvdel af 2011 sæsonen, hvor Kvitová nåede i finalen 5 gange og vandt de 4 gange. Kvitová vandt turneringerne i Brisbane, Paris, Madrid og ikke mindst hendes første Grand Slam sejr i Wimbledon. Desuden var Kvitová i finalen i Eastbourne. 

Victoria Azarenka var kvalificeret til WTA Tour Championships for tredje gang i træk. Azarenka havde endnu et solidt år, hvor hun nåede sin hidtil højeste placering på verdensranglisten som nummer 3. Azarenka nåede 3 finaler i 2011, hvor hun vandt både i Miami som i Marbella. Tabende finalist var hun i Madrid. 

Li Na var kvalificeret til WTA Tour Championships for første gang efter hun var reserve i 2010. Li Na havde sit klart bedste år i 2011, hvor hun især havde en meget stærk første halvdel af sæsonen. Li Na var i 2 Grand Slam finaler, hvor hun vandt French Open mens hun tabte Australian Open. Desuden vandt Li turneringen i Sydney. 

Vera Zvonareva var kvalificeret til WTA Tour Championships for femte gang. Zvonareva bedste resultat til dato er en finaleplads I 2008. Zvonareva kunne ikke gentage 2010 sæsonen I 2011, men alligevel blev det til 4 finaler, hvoraf hun vandt de 2 i Doha og Baku. Zvonareva var tabende finalist i Carlsbad og i Pan Pacific turneringen i Tokyo. 

Samantha Stosur evar kvalificeret til WTA Tour Championships for anden gang. Stosur havde sit bedste år i 2011, hvor hun nåede sin hidtil højeste placering på verdensranglisten som nummer 4. Det var specielt et stærkt andet halvår, der sikrede Stosur kvalifikationen. Kulminationen var finalesejren i US Open, hvilket var hendes første Grand Slam sejr. Stosur nåede yderligere 3 finaler i 2011 men tabte dem alle. Disse finaler var Rom, Toronto og Osaka. 

Agnieszka Radwańska var kvalificeret til WTA Tour Championships for første gang efter hun var reserve i både 2008 og 2009. Det var et stærkt andet halvår, der sikrede Radwańska kvalifikationen som sidste spiller i gruppespillet. Radwańska var i 2011 i 3 finaler, som hun alle vendt. Disse finaler var Carlsbad, Pan Pacific turneringen i Tokyo samt Beijing.

Nedenstående skema viser singlespillernes indbyrdes kampe inden turneringen.
|           | Wozniacki | Sharapova | Kvitová | Azarenka | Li  | Zvonareva | Stosur | Radwańska |
| --------- | --------- | --------- | ------- | -------- | --- | --------- | ------ | --------- |
| Wozniacki |           | 2-3       | 3-1     | 4-2      | 1-3 | 4-4       | 2-3    | 4-1       |
| Sharapova | 3-2       |           | 1-2     | 3-3      | 5-3 | 7-3       | 9-0    | 7-1       |
| Kvitová   | 1-3       | 2-1       |         | 3-2      | 1-1 | 2-3       | 2-0    | 2-0       |
| Azarenka  | 2-4       | 3-3       | 2-3     |          | 1-4 | 3-6       | 4-0    | 5-3       |
| Li        | 3-1       | 3-5       | 1-1     | 4-1      |     | 3-4       | 0-5    | 2-2       |
| Zvonareva | 4-4       | 3-7       | 3-2     | 6-3      | 4-3 |           | 2-8    | 2-3       |
| Stosur    | 3-2       | 0-9       | 0-2     | 0-4      | 5-0 | 8-2       |        | 2-1       |
| Radwańska | 4-1       | 7-1       | 2-0     | 3-5      | 2-2 | 3-2       | 1-2    |           |

#### Reserver
Reglerne kræver, at der skulle befinder sig 2 reserver i Istanbul i forbindelse med gruppespillet. Disse reserver er typisk nummer 9 og 10 på verdensranglisten, hvilket også var tilfældet i 2011. 

- Marion Bartoli
- Andrea Petkovic

Den første reserve var Marion Bartoli, som havde en af sine bedste sæsoner i 2011. Bartoli opnåede igen at blive nummer 9 på verdensranglisten, hvilket er en tangering af hendes bedste placering. Bartoli var i 5 finaler i 2011, hvor hun vandt både Eastbourne og Osaka. Hun var tabende finalist i Indian Wells, Strasbourg samt Stanford. 

Den anden reserve var Andrea Petkovic, som havde sin bedste sæson til dato i 2011. Petkovic bedste placering på verdensranglisten, som nummer 9, blev opnået 10. oktober 2011. Denne rangering kan tilskrives stabile resultater i de større turneringer, men ikke mindst turneringssejren i Strasbourg samt finaledeltagelse i Brisbane og Beijing. 

### Double
Nedenstående tabel viser de 4 kvalificerede par i doublerækken i den rækkefølge de efterfølgende blev seedet.
| Double spillere   | Double spillere                              | Double spillere         | Double spillere | Double spillere   | Double spillere        |
| Nuværende ranking | Spillere                                     | Point for kvalifikation | Point           | Antal turneringer | Dato for kvalifikation |
| ----------------- | -------------------------------------------- | ----------------------- | --------------- | ----------------- | ---------------------- |
| 1                 | Květa Peschke (CZE) Katarina Srebotnik (SLO) | 8.291                   | 9.291           | 19                | 5. september           |
| 2                 | Liezel Huber (USA) Lisa Raymond (USA)        | 6.423                   | 6.773           | 15                | 1. oktober             |
| 3                 | Gisela Dulko (ARG) Flavia Pennetta (ITA)     | 5.706                   | 5.846           | 14                | 11. oktober            |
| 4                 | Vania King (USA) Yaroslava Shvedova (KAZ)    | 5.730                   | 5.730           | 11                | 16. oktober            |

Nedenstående skema viser double parenes indbyrdes kampe inden turneringen.
|                   | Peschke/Srebotnik | Huber/Raymond | Dulko/Pennetta | King/Shvedova |
| ----------------- | ----------------- | ------------- | -------------- | ------------- |
| Peschke/Srebotnik |                   | 1-0           | 1-4            | 1-2           |
| Huber/Raymond     | 0-1               |               | 2-1            | 1-1           |
| Dulko/Pennetta    | 4-1               | 1-2           |                | 2-1           |
| King/Shvedova     | 2-1               | 1-1           | 1-2            |               |

## Turneringen
```
2011 WTA Championships blev spillet i 
Sinan Erdem Dome
. I doubleturneringen gik de 4 par direkte til semifinalerne, mens der i single blev spillet et gruppespil med 4 spillere i 2 grupper. Grupperne blev betegnet Rød gruppe og Hvid gruppe. De 2 første spillere i hver gruppe gik i semifinalen, hvor gruppevinderen spillede mod den anden gruppes nummer 2. 
```

### Single
Spillerne blev fordelt til gruppespillet i henhold til af en kombination af placering på verdensranglisten og lodtrækning. Umiddelbart før turneringen blev spillerne seedet baseret på den seneste verdensrangliste. Herefter fordeltes den første seedede spiller til den ene gruppe og den anden seedede fordeltes til den anden gruppe. Herefter blev der trukket lod om fordelingen af de øvrige spillere. Lodtrækningen foregik mellem spillerne to og to således, at der blev trukket lod mellem seed 3 og 4, seed 5 og 6 samt seed 7 og 8. 

Reglerne for ligestilling ved slutningen af gruppespillet var som følger:

1)	Flest sejr

2)	Flest spillede kampe

3)	Indbyrdes kamp

Hvis der herefter stadig var 3 spillere, der var lige, blev placeringen afgjort efter følgende regler:

A)	Højest procent vundne sæt

B)	Højest procent vundne partier
| Hvid gruppe       | Hvid gruppe | Hvid gruppe | Hvid gruppe | Hvid gruppe |
| Navn              | Kampe       | Sæt         | Partier     | Plads       |
| ----------------- | ----------- | ----------- | ----------- | ----------- |
| Victoria Azarenka | 2-1         | 5-2         | 39-25       | 1           |
| Samantha Stosur   | 2-1         | 4-2         | 29-19       | 2           |
| Li Na             | 1-2         | 2-4         | 18-34       | 3           |
| Marion Bartoli    | 1-0         | 2-1         | 17-15       | 4           |
| Maria Sharapova   | 0-2         | 0-4         | 16-26       | 5           |

Efter hendes anden kamp måtte Maria Sharapova trække sig fra turneringen med en skade. Hun blev erstattet af Marion Bartoli. 
| Rød gruppe          | Rød gruppe | Rød gruppe | Rød gruppe | Rød gruppe |
| Navn                | Kampe      | Sæt        | Partier    | Plads      |
| ------------------- | ---------- | ---------- | ---------- | ---------- |
| Petra Kvitová       | 3-0        | 6-0        | 37-21      | 1          |
| Vera Zvonareva      | 1-2        | 3-5        | 35-37      | 2          |
| Agnieszka Radwańska | 1-2        | 3-5        | 36-43      | 3          |
| Caroline Wozniacki  | 1-2        | 3-5        | 34-41      | 4          |

#### Dag 1
| 25. oktober 2011 | 25. oktober 2011   | 25. oktober 2011    | 25. oktober 2011 |
| Gruppe           | Spiller            | Spiller             | Resultat         |
| ---------------- | ------------------ | ------------------- | ---------------- |
| Rød              | Petra Kvitova      | Vera Zvonareva      | 6-2, 6-4         |
| Rød              | Caroline Wozniacki | Agnieszka Radwanska | 5-7, 6-2, 6-4    |
| Hvid             | Maria Sharapova    | Samantha Stosur     | 1-6, 5-7         |

#### Dag 2
| 26. oktober 2011 | 26. oktober 2011   | 26. oktober 2011  | 26. oktober 2011 |
| Gruppe           | Spiller            | Spiller           | Resultat         |
| ---------------- | ------------------ | ----------------- | ---------------- |
| Hvid             | Samantha Stosur    | Victoria Azarenka | 2-6, 2-6         |
| Hvid             | Maria Sharapova    | Li Na             | 6-7(4), 4-6      |
| Rød              | Caroline Wozniacki | Vera Zvonareva    | 2-6, 6-4, 3-6    |

#### Dag 3
| 27. oktober 2011 | 27. oktober 2011   | 27. oktober 2011    | 27. oktober 2011 |
| Gruppe           | Spiller            | Spiller             | Resultat         |
| ---------------- | ------------------ | ------------------- | ---------------- |
| Hvid             | Victoria Azarenka  | Li Na               | 6-2, 6-2         |
| Rød              | Caroline Wozniacki | Petra Kvitova       | 4-6, 2-6         |
| Rød              | Vera Zvonareva     | Agnieszka Radwanska | 6-1, 2-6, 5-7    |

#### Dag 4
| 28. oktober 2011 | 28. oktober 2011 | 28. oktober 2011    | 28. oktober 2011 |
| Gruppe           | Spiller          | Spiller             | Resultat         |
| ---------------- | ---------------- | ------------------- | ---------------- |
| Hvid             | Li Na            | Samantha Stosur     | 1-6, 0-6         |
| Rød              | Petra Kvitova    | Agnieszka Radwanska | 7-6(4), 6-3      |
| Hvid             | Marion Bartoli   | Victoria Azarenka   | 5-7, 6-4, 6-4    |

#### Dag 5 & 6
Ved gruppespillets afslutning var vinderen af hvid gruppe Victoria Azarenka med Samantha Stosur på andenpladsen mens vinderen af rød gruppe blev Petra Kvitova med Vera Zvonareva på anden pladsen. I finalen mødtes de to gruppevindere efter sejre på 5. dagen. 
|  | Semifinale | Semifinale        | Semifinale        | Semifinale | Semifinale |   |               | Finale | Finale | Finale | Finale | Finale |
|  |            |                   |                   |            |            |   |               |        |        |        |        |        |
|  |            | Petra Kvitová     | 5                 | 6          | 6          |   |               |        |        |        |        |        |
|  |            | Samantha Stosur   | 7                 | 3          | 3          |   |               |        |        |        |        |        |
|  |            | Samantha Stosur   | 7                 | 3          | 3          |   | Petra Kvitová | 7      | 4      | 6      |        |        |
|  |            |                   |                   |            |            |   | Petra Kvitová | 7      | 4      | 6      |        |        |
|  |            |                   | Victoria Azarenka | 5          | 6          | 3 |               |        |        |        |        |        |
|  |            | Victoria Azarenka | Victoria Azarenka | 5          | 6          | 3 | 6             | 6      |        |        |        |        |
|  |            | Victoria Azarenka |                   |            |            |   | 6             | 6      |        |        |        |        |
|  |            | Vera Zvonareva    | 2                 | 3          |            |   |               |        |        |        |        |        |

### Double

#### Dag 5 & 6
Fordelingen til de to semifinaler skete efter seedning og lodtrækning og det var da også de to højest rangerede par der mødte hinanden i finalen
|  | Semifinale | Semifinale                       | Semifinale                | Semifinale | Semifinale |                                  |   | Finale | Finale | Finale | Finale | Finale |
|  |            |                                  |                           |            |            |                                  |   |        |        |        |        |        |
|  |            | Květa Peschke Katarina Srebotnik | 6                         | 6          |            |                                  |   |        |        |        |        |        |
|  |            | Vania King Yaroslava Shvedova    | 3                         | 4          |            |                                  |   |        |        |        |        |        |
|  |            | Vania King Yaroslava Shvedova    | 3                         | 4          |            | Květa Peschke Katarina Srebotnik | 4 | 4      |        |        |        |        |
|  |            |                                  |                           |            |            | Květa Peschke Katarina Srebotnik | 4 | 4      |        |        |        |        |
|  |            |                                  | Liezel Huber Lisa Raymond | 6          | 6          |                                  |   |        |        |        |        |        |
|  |            | Gisela Dulko Flavia Pennetta     | Liezel Huber Lisa Raymond | 6          | 6          | 6                                | 3 | 7      |        |        |        |        |
|  |            | Gisela Dulko Flavia Pennetta     |                           |            |            | 6                                | 3 | 7      |        |        |        |        |
|  |            | Liezel Huber Lisa Raymond        | 4                         | 6          | 10         |                                  |   |        |        |        |        |        |

## Præmiepenge & Points
Den samlede præmiesum for turneringen var på 4,9 millioner USD.

### Single
Oversigt over point og pengepræmier:
| Begivenhed                  | Point | Præmie   |
| --------------------------- | ----- | -------- |
| Deltegelse som reserve      | -     | $50.000  |
| Deltegelse som spiller      | -     | $110.000 |
| Pr. spillet gruppespilskamp | 70    | -        |
| Pr. vundet gruppespilskamp  | 160   | $115.000 |
| Avancement til semifinalen  | -     | $30.000  |
| Vundet semifinale           | 360   | $405.000 |
| Vundet finale               | 450   | $860.000 |

Nedenstående skema forudsætter, at spillerne til semifinalerne havde spillet alle 3 gruppekampe. 
| Finalerunden | Resultat | Gruppespil | Point | Præmie     |
| ------------ | -------- | ---------- | ----- | ---------- |
| Finale       | Sejr     | 3 vundne   | 1500  | $1.750.000 |
| Finale       | Sejr     | 2 vundne   | 1340  | $1.635.000 |
| Finale       | Sejr     | 1 vunden   | 1180  | $1.520.000 |
| Finale       | Tabt     | 3 vundne   | 1050  | $890.000   |
| Finale       | Tabt     | 2 vundne   | 890   | $795.000   |
| Finale       | Tabt     | 1 vunden   | 730   | $660.000   |
| Semifinale   | Tabt     | 3 vundne   | 690   | $485.000   |
| Semifinale   | Tabt     | 2 vundne   | 530   | $370.000   |
| Semifinale   | Tabt     | 1 vunden   | 370   | $255.000   |
| Gruppespil   | Vundne   | Tabte      | Point | Præmie     |
| 3 kampe      | 3        | 0          | 690   | $455.000   |
| 3 kampe      | 2        | 1          | 530   | $340.000   |
| 3 kampe      | 1        | 2          | 370   | $255.000   |
| 3 kampe      | 0        | 3          | 210   | $110.000   |
| 2 kampe      | 2        | 0          | 460   | $340.000   |
| 2 kampe      | 1        | 1          | 300   | $255.000   |
| 2 kampe      | 0        | 2          | 140   | $110.000   |
| 1 kamp       | 1        | 0          | 230   | $255.000   |
| 1 kamp       | 0        | 1          | 70    | $110.000   |

### Double
Oversigt over point og pengepræmier:
| Resultat        | Point | Præmie pr. Par |
| --------------- | ----- | -------------- |
| Vundet finale   | 1500  | $375.000       |
| Tabt finale     | 1050  | $187.500       |
| Tabt semifinale | 690   | $93.750        |